# Cuplare Hiyama
Cuplarea Hiyama este o reacție de cuplare încrucișată catalizată cu paladiu aplicabilă pentru compuși organici ai siliciului. Reacția are loc între acești compuși și derivați halogenați organici, formând noi legături carbon-carbon. Reacția a fost descoperită în anul 1988 de către Tamejiro Hiyama și Yasuo Hatanaka. Reacția a fost aplicată pentru sinteza diferiților produși naturali..
Ecuația generală a reacției este:
{\displaystyle {\begin{matrix}{}\\{\ce {{R-SiR''_{3}}+R'-X->[\mathrm {F^{-}} ][{\text{Pd cat.}}]R-R'}}\end{matrix}}}
- {\displaystyle {\ce {R}}}: aril, alchenil sau alchinil
- {\displaystyle {\ce {R'}}}: aril, alchenil, alchinil sau alchil
- {\displaystyle {\ce {R''}}}: Cl, F sau alchil
- {\displaystyle {\ce {X}}}: Cl, Br, I sau OTf